# Гаттон (епископ Вердена)
Гаттон (Гатто или Аттон; лат. Hatto или Atton; умер 1 января 870) — епископ Вердена с 846 или 847 года.

## Биография
Основной средневековый нарративный источник о Гаттоне — «Деяния верденских епископов». Та часть труда, которая повествует о нём, основана на написанном в 893 году сочинении епископа Вердена Дадона. Так же Гаттон упоминается во франкских анналах и актах синодов духовенства Каролингской Европы.
Гаттон происходил из знатной семьи. Он обучался в придворной школе в Ахене. Особенно большими познаниями Гаттон овладел в вопросах Священного Писания и церковных законов. При дворе императора Лотаря I он познакомился с его сыном Лотарем и своим умом и образованностью добился его уважения. Предполагается, что Гаттон тождественен своему тёзке, который был учителем наследного принца. Вскоре Гаттон принял духовный сан и стал монахом-бенедиктинцем в аббатстве Святого Германа в Осере.
В 846 или 847 году Гаттон был избран главой Верденской епархии, став здесь преемником умершего Гильдуина. Вероятно, ходатаем за него перед народом и духовенством Вердена был император Лотарь I.
В хронике Сигеберта из Жамблу сообщается о сильном голоде в Вердене в 852 году и об оказанной пастве Гаттоном значительной помощи в его преодолении.
Возможно, в благодарность за наставничество Лотарь II после унаследования Лотарингии сделал Гаттона в 855 или 856 году аббатом Эхтернахского монастыря. Этот сан Гаттон сохранял до 863 или 864 года. Как настоятель Эхтернаха Гаттон конфликтовал из-за монастырских владений с аббатом монастыря Святого Маврикия в Толае Адалельмом. Для разрешения спора им пришлось обращаться к посредничеству папы римского.
В июне 859 года Гаттон участвовал в синоде в Савоньере. На этом соборе под сомнение была поставлена законность его рукоположения в епископский сан. Однако принятие решения было отложено. На состоявшемся вскоре синоде в Туле легитимность нахождения Гаттона на кафедре уже не обсуждалась. Не поднимался этот вопрос и позднее. Поэтому предполагается, что епископ Вердена смог доказать каноничность своего избрания.
5 июня 860 года Гаттон присутствовал на церковном соборе в Кобленце.
В 860—865 годах, подобно другим иерархам Лотарингии, Гаттон был втянут в бракоразводный процесс Лотаря II и Теутберги. Однако в этих событиях епископ Вердена играл только незначительную роль. Гаттон участвовал в нескольких синодах, на которых обсуждался развод монарха: Ахенском соборе (в 860 году), ещё в одном Ахенском и Мецском соборах (оба в 862 году). После того как папа римский Николай I отказался одобрить развод, верденский епископ был среди тех иерархов Лотарингии, которые выказали полную покорность наместнику Святого Престола. В 865 году Гаттон вместе с другими представителями духовенства Каролингской Европы участвовал в возвращении Теутберги ко двору Лотаря II.
В 862 году Гаттон был на синоде в Туси.
На основании ономастических данных Гаттона считают основателем крепости Аттоншатель, вокруг которой впоследствии образовался одноимённый город. Якобы, это произошло около 859 года, когда епископ перенёс в местную церковь десницу святого Мавра Верденского. В честь епископа крепость и получила своё название. Однако вилла с названием Атона уже существовала здесь в 812 году. Гаттону также приписывается основание Гаттвейлера (современный Егерсбург), но первое достоверное упоминание об этом населённом пункте относится к 1279 году.
Приблизительно в 867 году Гаттону удалось возвратить контроль над аббатством Святого Маврикия в Толае, утраченный после смерти Гильдуина. По примеру своих предшественников на епископской кафедре он сам стал управлять этим монастырем как настоятель. В эту обитель в сентябре 867 или 868 года Гаттон перенёс мощи святых Маврикия, Сальвина и Аратора. В церковь Святого Витона, ранее называвшуюся церковью Святых Петра и Павла, епископ перенёс мощи Витона, после чего храм получил своё нынешнее название. Со времён Гаттона культ святого Витона (по-французски — Ванна) начал широко распространяться в Лотарингии.
По повелению Гаттона в Вердене началось строительство нового кафедрального собора. В «Деяниях верденских епископов» утверждается, что благодаря своим доброте и милосердию Гаттон восстановил мир в своей епархии и возвратил утраченное его предшественниками имущество. В том числе, епископ смог вернуть те владения Верденской епархии, которые были конфискованы Лотарем I за поддержку епископом Гильдуином короля Карла II Лысого.
При Гаттоне Верден атаковали викинги, но после их ухода епископ отстроил всё ими разрушенное.
После смерти Лотаря II Гаттон с готовностью признал власть Карла II Лысого. 5 сентября 869 года он вместе с Арнульфом Тульским принимал короля Западно-Франкского государства в Вердене, а 9 сентября в Меце участвовал в коронации того как правителя Лотаргинии.
Гаттон умер 1 января 870 года, после двадцати трёх лет управления епископством и был похоронен в церкви Святого Витона. По завещанию епископа всё его имущество и владения были переданы Верденской епархии. Преемником Гаттона в епископском и аббатском санах стал Берхард.